# Chepre
Chepre (altägyptisch Cheper, auch Kheperâ, Chepri, Khepri) ist eine altägyptische Gottheit, die den Sonnenaufgang und die Morgensonne symbolisiert.

## Darstellung
Diese Gottheit wurde meist als Skarabäus (Pillendreher), seltener auch als Mensch mit einem Skarabäus als Kopf dargestellt. Abbildungen in Gräbern, auf Särgen oder als Pektorale zeigen ihn mit ausgebreiteten Flügeln.

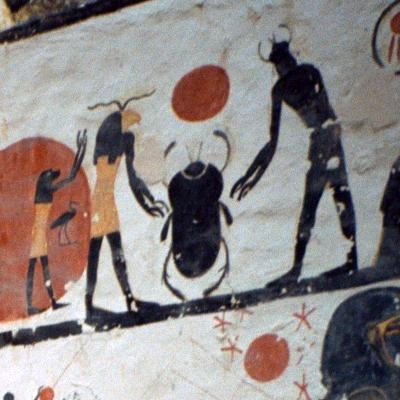
Chepre im Grab KV6

## Bedeutung
Sein Name bedeutet „der, der von selbst entstand“, so wie die Ägypter auch glaubten, dass die Sonne jeden Morgen wieder von selbst aus der Erde entsteht. Die Verbindung zum Skarabäus besteht darin, dass dieser seine Eier in eine Mistkugel legt und es scheint, dass seine Jungen wie der Urgott selbst ohne Zeugungsakt entstehen. Der Käfer schiebt die Mistkugel wie einen Ball vor sich her, so wie auf Darstellungen der Skarabäus die Sonnenscheibe am Morgen über den Horizont schiebt.
Chepre wird auch mit Auferstehungssymbolik verbunden. Außerdem ist er nur eine der drei Gestalten des Re. Harachte verkörpert die Mittagssonne und Atum die Abendsonne.